# Marja van der Tas
M.A.J. (Marja) van der Tas (Alkmaar, 14 juni 1958) is een Nederlands politica en bestuurster. Ze is lid van het CDA. 

## Biografie
Na de middelbare school in Veenendaal ging Van der Tas Toegepaste huishoudwetenschappen studeren in Wageningen. Daarna heeft ze enkele jaren Westerse sociologie en Nederlands recht gestudeerd in Utrecht. Van 1980 tot 1983 was zij hoofd facilitaire dienst en waarnemend directeur in een woonzorgcentrum te Amerongen. Van 1983 tot 1987 was zij adviseur van de werkgeversorganisatie woonzorgcentra (PVIB). Van 1987 tot 1992 was zij inspecteur bejaardenoorden in Zuid-Holland. Van 1992 tot 1998 was zij adjunct-directeur van de woningstichting De Goede Woning te Apeldoorn, specifiek belast met de sector zorg.
Vanaf 1998 was Van der Tas wethouder en eerste locoburgemeester in Apeldoorn waar ze onder meer Ruimtelijke Ordening en Bouwtoezicht in haar portefeuille had. Begin 2006 stapte ze samen met alle andere wethouders op vanwege de zaak Reesink. Dat was kort nadat een rapport was verschenen van een onafhankelijke raadscommissie waarin geconcludeerd werd dat het college de schijn had gewekt de bouwvergunning voor een nieuw kantoor van het handelsbedrijf Reesink op oneigenlijke gronden te hebben tegengehouden.
Hierna was Van der Tas actief met haar eigen bedrijf TasK 4 You dat overheids- en non-profitorganisaties adviseert bij beleids- en organisatievraagstukken. Verder had ze in die periode tal van nevenfuncties zoals het voorzitterschap van de VROM-Raad en de Veluwecommissie en daarnaast was ze bestuurslid bij meerdere organisaties en plaatsvervangend voorzitter van de  Commissie voor de milieueffectrapportage (m.e.r.). Ze fungeerde daar tussen april en november 2022 als waarnemend voorzitter.
Op 1 februari 2011 werd Van der Tas burgemeester van Steenwijkerland. In april van dat jaar werd ze op de 25e plaats gezet van de CDA-kandidatenlijst voor de Eerste Kamerverkiezingen. Per 1 september 2016 stopte ze als burgemeester van Steenwijkerland vanwege persoonlijke omstandigheden. Bij de waterschapsverkiezingen 2019 werd ze verkozen in het waterschap Vallei en Veluwe. Sindsdien was zij tot 1 januari 2024 in dat waterschap lid van het algemeen bestuur. Van 1 januari 2024 tot 13 januari 2025 was ze waarnemend burgemeester van Bronckhorst.
Van der Tas is getrouwd en heeft drie kinderen.